# Морозова Христина Олегівна
Христина Олегівна Морозова (нар. 31 березня 1990, Київ) — громадська та політична діячка, правозахисниця, публіцистка та телеведуча. Спікерка партії «Демократична сокира» з питань прав людини та гендерної рівності, активістка в «Повага: кампанія проти сексизму у політиці і ЗМІ».

## Біографія
Народилась 1990 року в Києві. Середню освіту здобула в школі № 159. У 2007 році вступила до Київського національного університету імені Тараса Шевченка, Інститут філології на спеціальність «Чеська і українська мова та література», який закінчила у 2013. Протягом навчання проходила курс в літній школі у Празі за програмою організації «Československý ústav zahraniční» та практику в Чеському центрі і посольстві Чеської Республіки в Україні. Була головою Студентського парламенту Інституту філології.
З 2014 по 2016 роки працювала в сфері комунікацій, піару та digital-маркетингу в таких компаніях як Poparada, CANactions. Як журналістка, писала статті для часопису «Громадянське суспільство» у 2015—2018 роках.
У 2016 році працювала редактором на Громадському телебаченні та журналістом в інтернет-виданні «Хмарочос». Протягом 2017—2018 працювала SMM менеджеркою на Громадському радіо.
У 2018 році почала співпрацювати із «5 каналом», де вела блогерську телепередачу «Блогпост».
З жовтня 2018 по теперішній час працює SMM менеджеркою в UA: Радіо Культура та спеціалісткою з комунікацій в Українському Інституті Книги.

## Політична та громадська діяльність
Під час Революції Гідності приєдналася до партії «ДемАльянс». 30 січня 2014 року офіційно стала членкинею партії та входила до бюро Київської організації.
З 16 березня 2014 очолила районну партійну організацію в Солом'янському районі. Під час місцевих виборів у Києві 2014 та 2015 роках балотувалась у Київську міську раду, як кандидат-мажоритарник від 109 округу.
Під час місцевих виборів зазначила, що основний напрямок її діяльності — права людини та реформування громадського транспорту столиці..
Брала участь у створенні програми політичної партії, де зокрема був перший в історії України розділ про права ЛГБТ.
З червня по жовтень 2016 року була помічницею народного депутата України Мустафи Найєма.
Протягом травня та липня 2016 року була речницею на міжнародному форумі «КиївПрайд 2016».
У 2016 році працювала у фонді Гайнріха Бьолля в Києві Heinrich-Böll-Stiftung Ukraine та Офіс Ефективного Регулювання (BRDO).
В грудні 2017 року увійшла до правління партії «ДемАльянс».
З серпня 2017 року — активістка в «Повага: кампанія проти сексизму у політиці і ЗМІ».
З січня 2018 року Христина стала координаторкою соціального проекту «Потяг на Маріуполь», який має за мету вирішити проблему довгої поїздки потягом Київ-Маріуполь. Поїздка в один бік триває більше 18 годин і є серйозною проблемою, як для військовослужбовців, які їдуть під час відпустки додому, так і для сполучення Маріуполя з українською столицею, а також для студентів зокрема вузів-переселенців, та блокує розвиток туризму, малого і середнього бізнесу. З цією ідеєю Христина потрапила до другого туру національного телепроєкту «Нові Лідери».
З весни 2018 року стала спікеркою партії «Демократична Сокира» з питань прав людини та гендерної рівності. З 2019 року — прем'єр-міністр «Демократичної Сокири».
Христина долучилась до критики президента Володимира Зеленського, який під час офіційного візиту в Париж 17 червня 2019 року дозволив собі сексистське висловлювання.
У травні 2020 року була серед учасників Революції Гідності, які підписали звернення проти реваншу.